# Emilio Herrera Linares

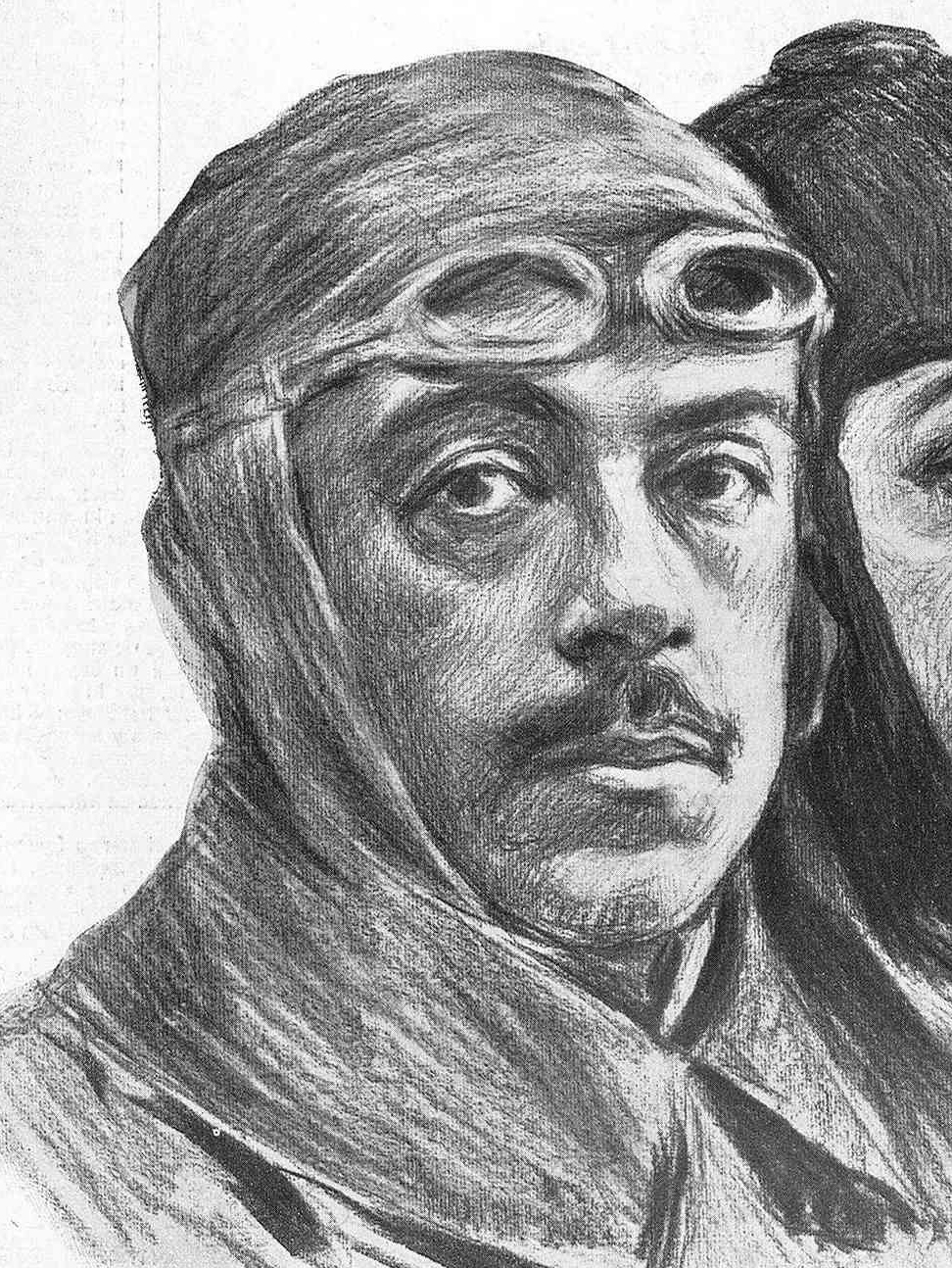
tekening van Emilio Herrera Linares als piloot (1914)

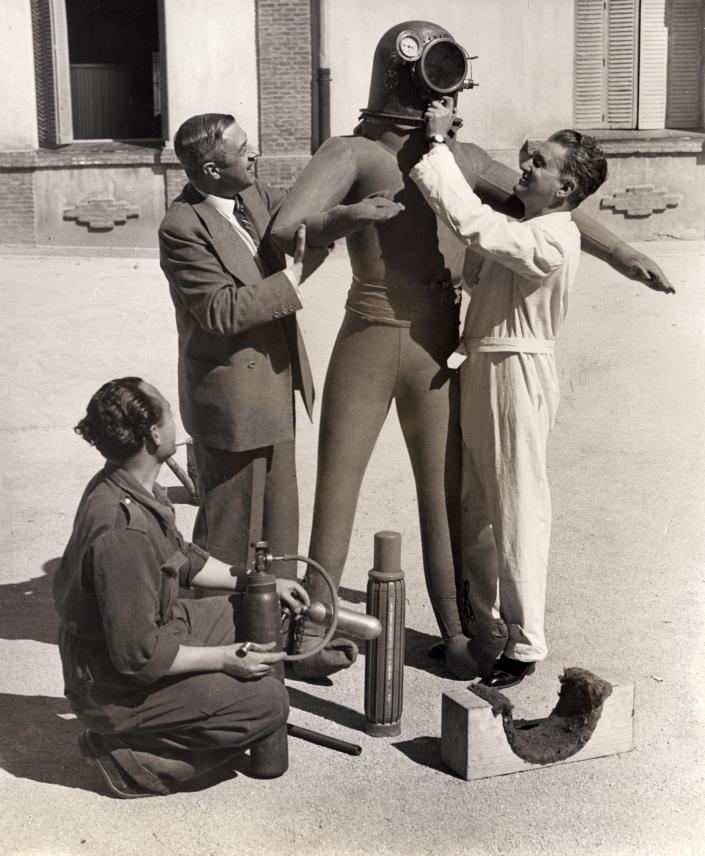
Prototype van een ruimtepak- voor stratosferische vlucht (c. 1935)

Emilio Herrera Linares (Granada, 13 februari 1879 – Genève , 13 september 1967) was een veelzijdig Spaanse militair ingenieur en natuurkundige die bekend werd door zijn studies voor vluchten op grote hoogte, ruimtevluchten. Zo ontwierp hij een ruimtepak dat in 1936 zou worden gebruikt bij een stratosferische ballonvlucht. Hij wordt beschouwd als een pionier van de Spaanse luchtvaart.

## Biografie
Zijn vader diende in het leger en woonde wetenschapsbeurzen en congressen bij waardoor zijn interesse in militaire wetenschappen reeds op jonge leeftijd werd aangewakkerd. Hij studeerde in 1902 af aan de Militaire Academie van Guadalajara. Vervolgens deed hij onderzoek naar de luchtvaart, waaronder een korte periode aan de Universiteit van Santander . 
Op 4 oktober 1908 woonde hij een voorstelling bij van de gebroeders Wright in Le Mans en was mee met de militaire mogelijkheden ervan.  
In 1909 huwde hij Irene Aguilera Cappa. Het echtpaar kreeg twee kinderen: José Herrera Aguilera "Petere" (1909-1977) en Emilio Herrera Aguilera "Pikiki" (1917-1937). 

### Militair piloot
Op 14 augustus 1911 haalde hij het brevet van militaire piloot  en een paar maanden later dat van luchtschippiloot. In 1913-1914 nam Herrera deel aan een militaire luchtvaartcampagne in Marokko. In 1914 haalde hij de voorpagina's van de hele Europese pers toen hij als eerste man met een vliegtuig over de Straat van Gibraltar vloog. In mei 1915 werd hij aangesteld in de Verenigde Staten van Amerika en Canada om vliegmateriaal te verwerven voor een militaire luchtvaarttak voor Spanje. In 1916 werd hij militair attaché bij de Royal Air Force, en werd gestationeerd aan de Somme als expert in het militaire gebruik van de luchtvaart. 

### Aerodynamicus
Tijdens en na de oorlogsjaren maakte hij de overgang van actieve piloot naar aerodynamicus. Zo was hij van 1920 tot 1936 verbonden aan het Cuatro Vientos Aerodynamic Laboratory, de voorloper van het Instituto Nacional de Técnica Aeroespacial (INTA).  In het tijdschrift  Ingeníeria y construcción van juli 1923 wordt de windtunnel (met een diameter van 3 meter, destijds de grootste ter wereld) beschreven die er werd gebouwd om theorie en praktijk aan mekaar te toetsen.
Albert Einstein kwam in 1923 naar Madrid om de tunnel te bekijken, wat het begin was van een hechte vriendschap.

### Ontwerper van ruimtepakken
Hij was onder de indruk van de mislukte poging van Benito Molas (1885-1928) om 11 km hoogte te bereiken; ze bereikten hun doel maar alle bemanningsleden kwamen daarbij om het leven. Hij ging verder met het ontwerpen van een stratonautisch duikpak, zodat de bemanningsleden van de ballon veilig zouden zijn. Het kan worden beschouwd als het eerste moderne ruimtepak.
Hij verwerkte drie lagen in het ontwerp van zijn pak: een laag wol, een laag rubber en een laag stof versterkt met staalkabels, dit alles gewikkeld in een buitenlaag van zilver die oververhitting tegenging. De cilindervormige helm was gemaakt van staal bedekt met aluminium met driedubbel glas om straling te voorkomen en was uitgerust met een microfoon voor radiocommunicatie. De gewrichten van het pak waren ontworpen als een accordeon om beweging te vergemakkelijken. 
Dertig jaar later zou dit prototype de NASA inspireren toen ze ruimtepakken maakte voor haar astronauten. Volgens zijn assistent vroegen de Amerikanen Herrera om mee te werken aan het ruimteprogramma, maar hij weigerde omdat ze niet zouden toestaan dat er een Spaanse vlag op de maan zou wapperen. Als waardering voor Herrera's werk overhandigde Neil Armstrong een maansteen aan een van Herrera's leerlingen en NASA-medewerker, Manuel Casajust Rodriguez.
Het uitbreken van de Spaanse Burgeroorlog maakte een einde aan zijn ontwerp.

### Politicus
Tijdens de Spaanse Burgeroorlog (1936–1939) bleef hij een aanhanger van de Tweede Spaanse Republiek . Hij was het hoofd van de Technische en Instructiediensten van de Luchtmacht van de Republiek (FARE). Op 16 augustus 1937 werd hij er bevorderd tot generaal. Op  4 september 1937 werd het gezin getroffen door het verlies van de jongste zoon Emilio die piloot was aan de zijde van de Spaanse Republikeinen tijdens de Slag van Belchite (24 augustus-6 september 1937). Hij was minister in verschillende Spaanse Republikeinse regeringen in ballingschap (Frankrijk).
Zijn bezorgdheid over het lot van zijn verbannen landgenoten bracht hem ertoe om samen met Pablo Picasso, Victoria Kent en anderen in 1944 de Unie van Spaanse intellectuelen op te richten.
Toen de oorlog eindigde, verbleef Herrera in ballingschap, eerst in Zuid-Amerika en later in Frankrijk, waar hij tot aan zijn dood woonde. Hij kon leven van zijn patenten,  van artikels in gespecialiseerde tijdschriften. Hij was bovendien raadgever van diverse instanties (UNESCO, ONERA).
In 1951 aanvaarde hij het ministerie van Militaire Zaken van de regering van de Spaanse Republiek in ballingschap (Frankrijk) in de regeringen van Félix Gordón Ordás en Luis Jiménes de Asúa.
Op 9 mei 1960 werd hij door Diego Martínes Barrio belast met het presidentschap van de zesde regering in ballingschap.

### Wetenschapper
Op 20 september 1943 presenteerde hij aan de Franse Academie van Wetenschappen zijn orthometrische kaarten voor de luchtvaartnavigatie volgens een systeem van dubbele projectie.
Na de periode van beide wereldoorlogen, richtte hij zich meer op de wiskunde en de theoretische natuurkunde (kwantumfysica).
Op 13 januari 1950 presenteerde hij de Flexicalculator Herrera voor integralen en elliptische functies.
Op 31 maart 1957 stichtte hij het Ibero-Amerikaans Atheneum van Parijs, waarvan hij voorzitter was tot aan zijn overlijden.
Hij stierf in ballingschap in Genève op 88-jarige leeftijd, in het huis van zijn zoon Petere. 

## Werken
Herrera, Emilio (19841984). Flying : the memoirs of a Spanish aeronaut. University of New Mexico Press, Albuquerque. ISBN 9780826307521.

## In fictie
In 2020 speelde acteur Vicente Romero de rol van Emilio in de Spaanse serie El ministerio del tiempo .  

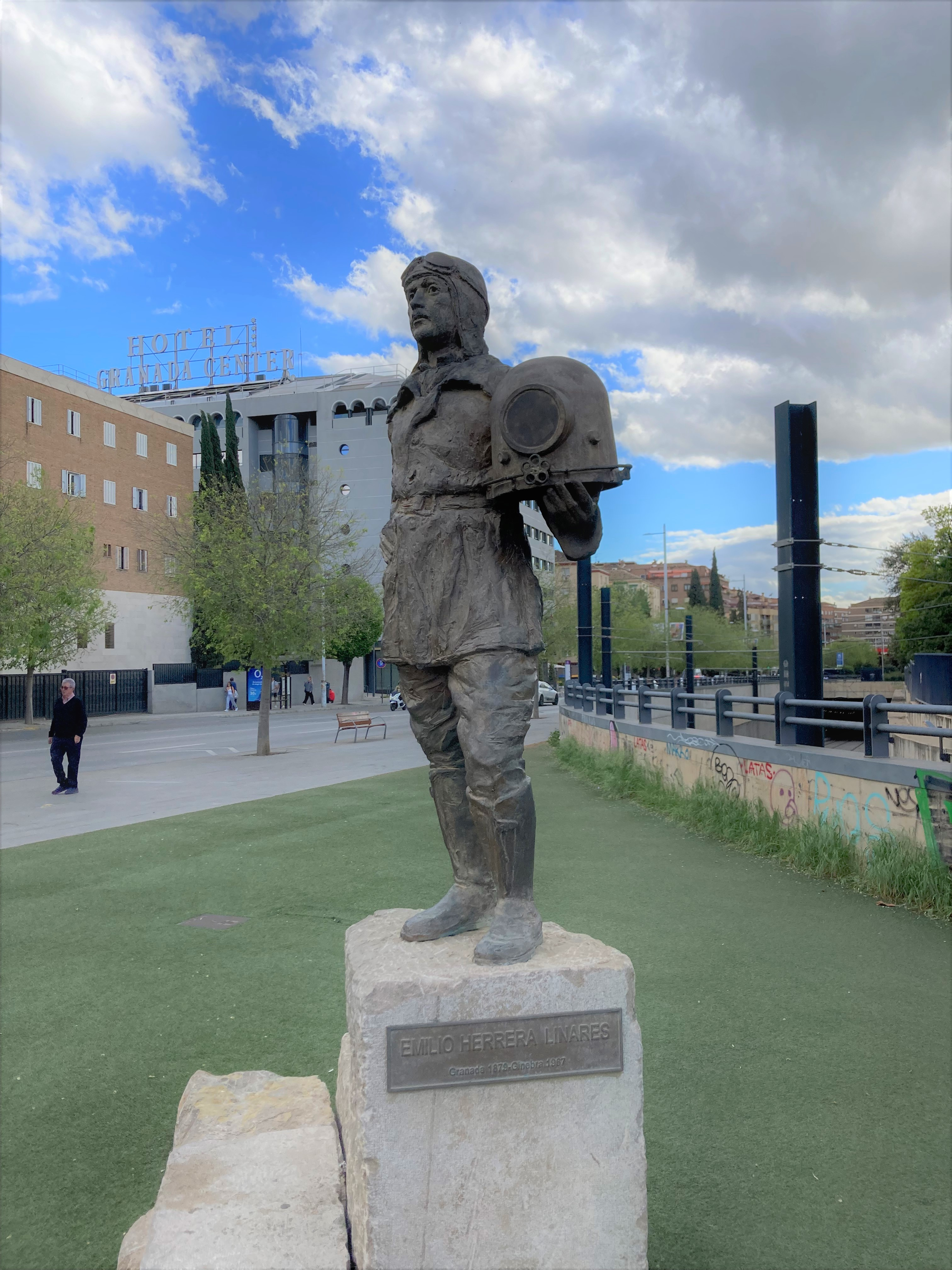
Standbeeld van Emilio Herrera Linares in Granada (1924)

## Erkenning
- Kruis van het Franse Legioen van Eer (1905)
- de Medal of Honor van de Aeroclub van Duitsland (1906)
- Het nationale hoogterecord op 6000 m (1908).
- Internationaal luchtvaartdeskundige voor de Volkenbond (1931)
- Plumey-prijs voor zijn Flexicalculator Herrera(1950)

Zijn stoffelijk overschot werd in 1993 naar Spanje gerepatrieerd en in Granada herbegraven in aanwezigheid van koning Juan Carlos I.
In 2019 liet de Spaanse regering, in een eerbetoon, de numerieke academische titels die Franco's dictatuur hem ontnam, in ere herstellen.
Sinds 13 september 2018 wordt hij in zijn geboorteplaats geëerd met een bronzen standbeeld van de hand van Balbino Montiano Benítez en Antonio Martínez Villa.